# I'm a Freak
«I'm a Freak» es la tercera canción cantada en inglés por el español Enrique Iglesias en su álbum Sex and Love. Fue el primer sencillo del álbum lanzado en todo el mundo, el 11 de noviembre de 2013 y cuenta con la participación del rapero estadounidense Pitbull. Tuvo un gran éxito comercial, especialmente en Europa. Allí alcanzó los diez mejores puestos en países como Reino Unido, Irlanda, Finlandia, Bélgica (región de Flandes), Polonia, Serbia y España, y el top 20 en otras regiones como República Checa, Croacia y el top 40 en Bulgaria, Rusia y Austria.

## Posicionamiento en listas
Semanales
| 2014                                              | Mejor posición |
| ------------------------------------------------- | -------------- |
| Alemania (Media Control AG)                       | 56             |
| Australia (ARIA Charts)                           | 13             |
| Austria (Ö3 Austria Top 40)                       | 39             |
| Bélgica (Ultratop 50 Flandes)                     | 60             |
| Bélgica (Ultratop 50 Valonia)                     | 8              |
| Canadá (Canadian Hot 100)                         | 52             |
| España (PROMUSICAE)                               | 17             |
| Finlandia (Suomen virallinen lista)               | 10             |
| Reino Unido (Official Charts Company)             | 4              |
| Estados Unidos (Billboard Mainstream Top 40)      | 38             |
| Estados Unidos (Billboard Dance/Electronic Songs) | 12             |
| Estados Unidos (Billboard Hot Dance Club Songs)   | 3              |